# Killruddery House
Killruddery House (également orthographié « Kilruddery ») est une grande maison de campagne située à la périphérie sud de Bray, dans le comté de Wicklow, en Irlande, à environ 20 km au sud de Dublin. La structure actuelle est un manoir à plusieurs travées orienté sud, datant à l'origine du XVIIe siècle, mais rénové et agrandi en 1820 dans le style élisabéthain. Il est construit sur deux, trois et quatre étages, sous la forme d'un quadrilatère irrégulier entourant une cour. Au nord, une aile de bureaux intègre la partie du XVIIe siècle et au sud et à l'ouest se trouve une grande véranda en forme de dôme, l'orangerie, conçue par William Burn vers les années 1850. La maison se trouve dans un grand domaine paysager qui comprend une paire de bassins réfléchissants parallèles de 550 pieds de long sur la pelouse sud.

## Histoire

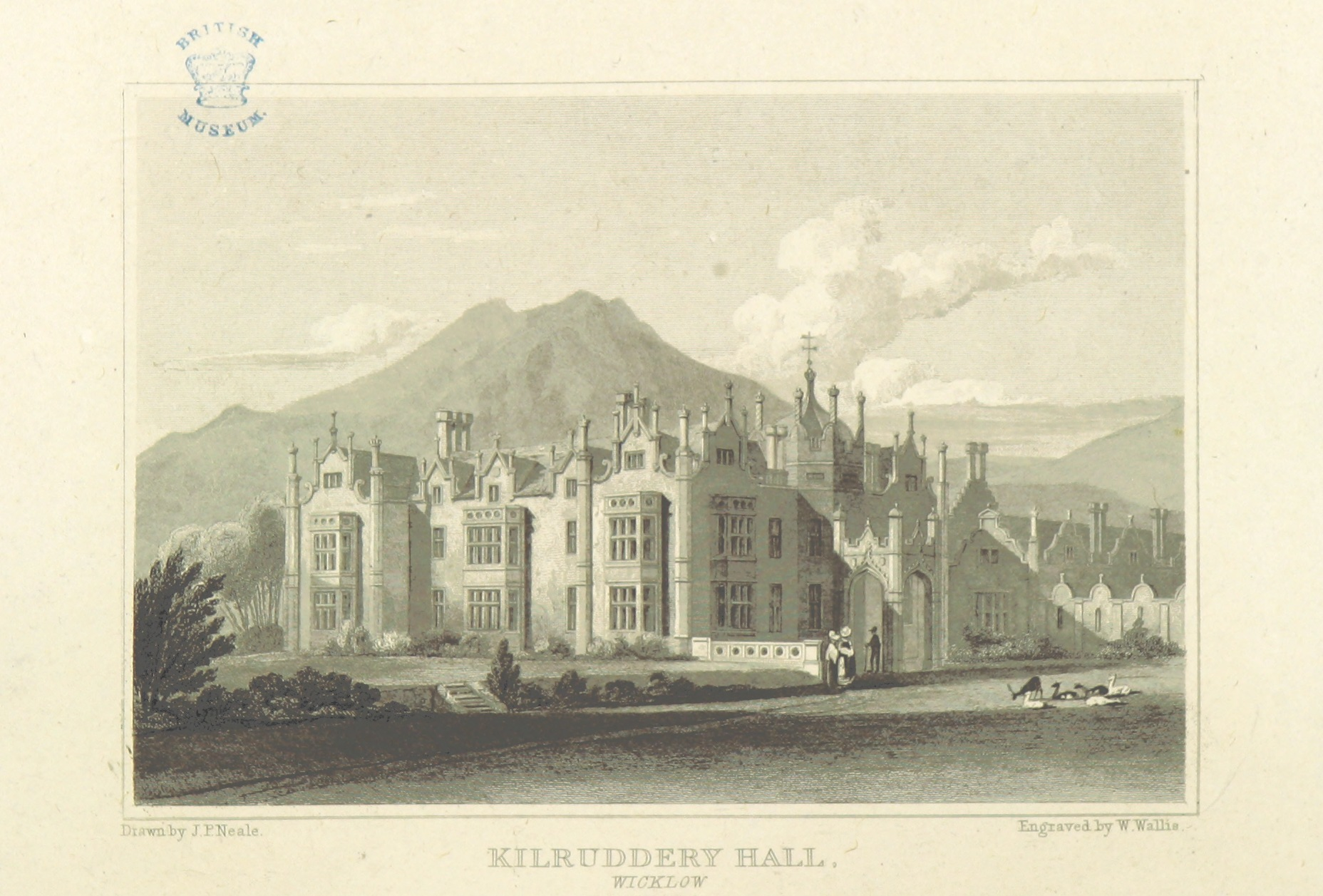
Kilruddery Hall, 1818

En 1534, William Brabazon du Leicestershire est affecté en Irlande pour occuper le poste de vice-trésorier. Plus tard, en 1539, après avoir vigoureusement soutenu les efforts du roi Henri VIII pour rompre avec Rome et la dissolution des monastères, Brabazon obtient la propriété de l'abbaye de Saint-Thomas de Dublin, dont les terres comprennent Killruddery.
En 1618, la terre est concédée à son arrière-petit-fils, également William Brabazon (c.1580-1651) qui est nommé 1er comte de Meath en 1627. Le 2e comte de Meath (1610-1675) construit une nouvelle maison à Killruddery en 1651 pour remplacer celle incendiée pendant la guerre civile six ans plus tôt. Des images contemporaines montrent un bâtiment de cinq travées orienté à l'est.
John Brabazon, 10e comte de Meath, entreprend une vaste reconstruction de la maison entre 1820 et 1830. Les architectes Richard Morrison et son fils William Vitruvius Morrison sont chargés de construire un manoir néo-Tudor incorporant le manoir original du XVIIe siècle. Le résultat est un grand bâtiment, caractérisé par une entrée orientée au nord avec une coupole, derrière laquelle se regroupent un certain nombre d'ailes formant un quadrilatère irrégulier autour d'une cour centrale. L'intérieur de la maison comporte à l'origine des cheminées élaborées de Giacinto Micali, du damas de soie pourpre de Spitalfields, des vitraux de John Milner, un plafond en forme de dôme de Henry Popje et un plafond de salon de Simon Gilligan. Une tour de l'horloge sur le parvis abrite une horloge à eau conçue et construite par Reginald Brabazon, 13e comte de Meath, avec un pendule alimenté par un jet d'eau.
De 1952 à 1962, la maison subit une reconstruction, en raison d'une grave pourriture sèche. Les constructeurs démolissent soigneusement la façade, en numérotant chaque brique, et reconstruisent une nouvelle entrée. Quelques sections de la maison, dont la grande entrée et le dôme d'origine, sont perdues et la maison est rénovée par Claud Phillimore.

## Époque moderne

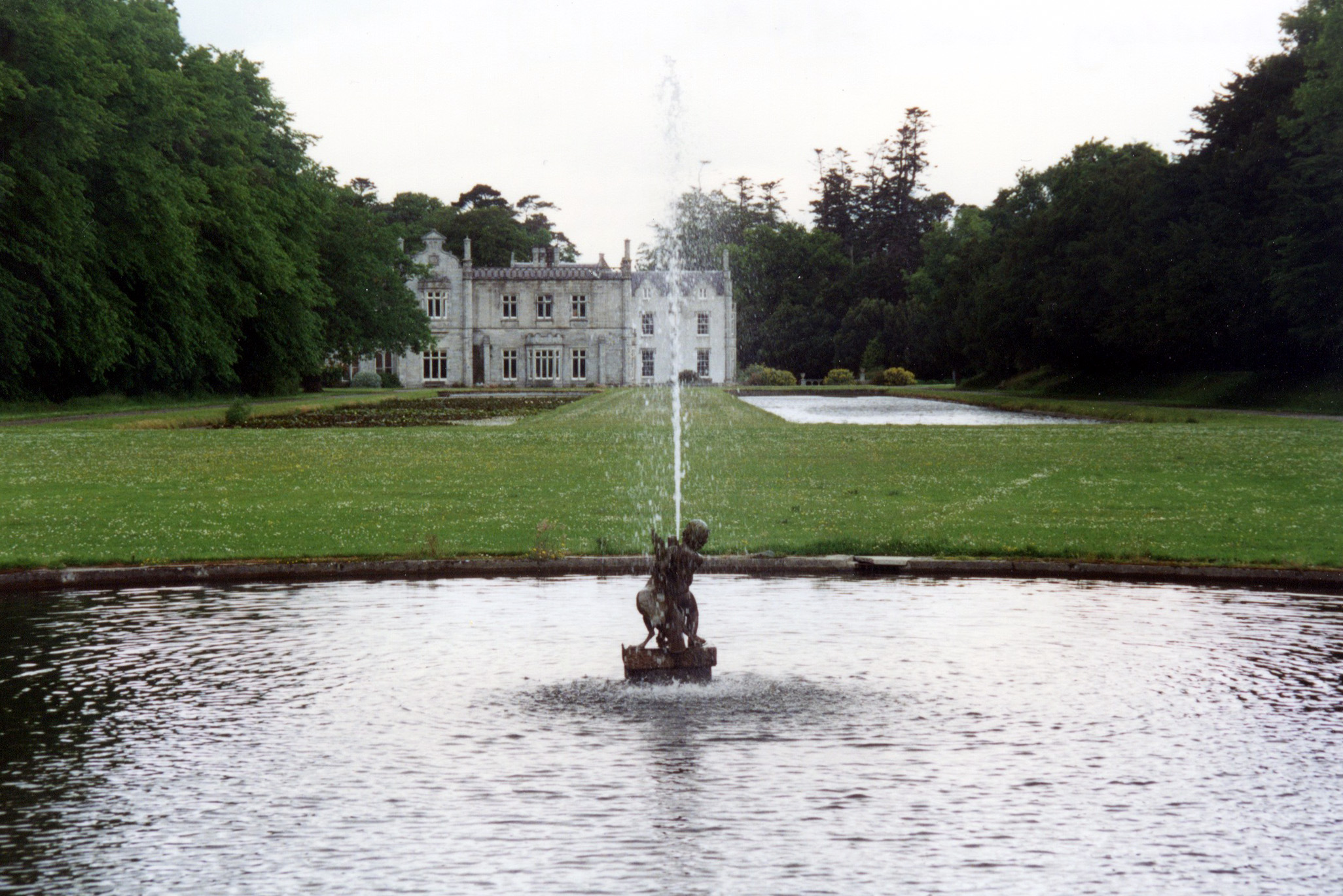
Façade sud montrant les Étangs Longs jumeaux et un étang rond avec fontaine (1996)

Le domaine appartient et est occupé par le 15e comte et la comtesse de Meath, John Anthony Brabazon et son épouse Xenia. Depuis 2016, leur fils Anthony Brabazon et son épouse Fionnuala (Lord et Lady Ardee) gèrent la maison, les jardins et la ferme, et vivent également dans la maison avec leurs enfants.
Le domaine est utilisé comme lieu de tournage pour un certain nombre de films et de mini-séries télévisées, notamment My Left Foot, Far and Away, Angela's Ashes, Camelot et The Tudors,, Into the Badlands, The Turning et Fate : The Winx Saga  y sont également partiellement filmés.

## Jardins

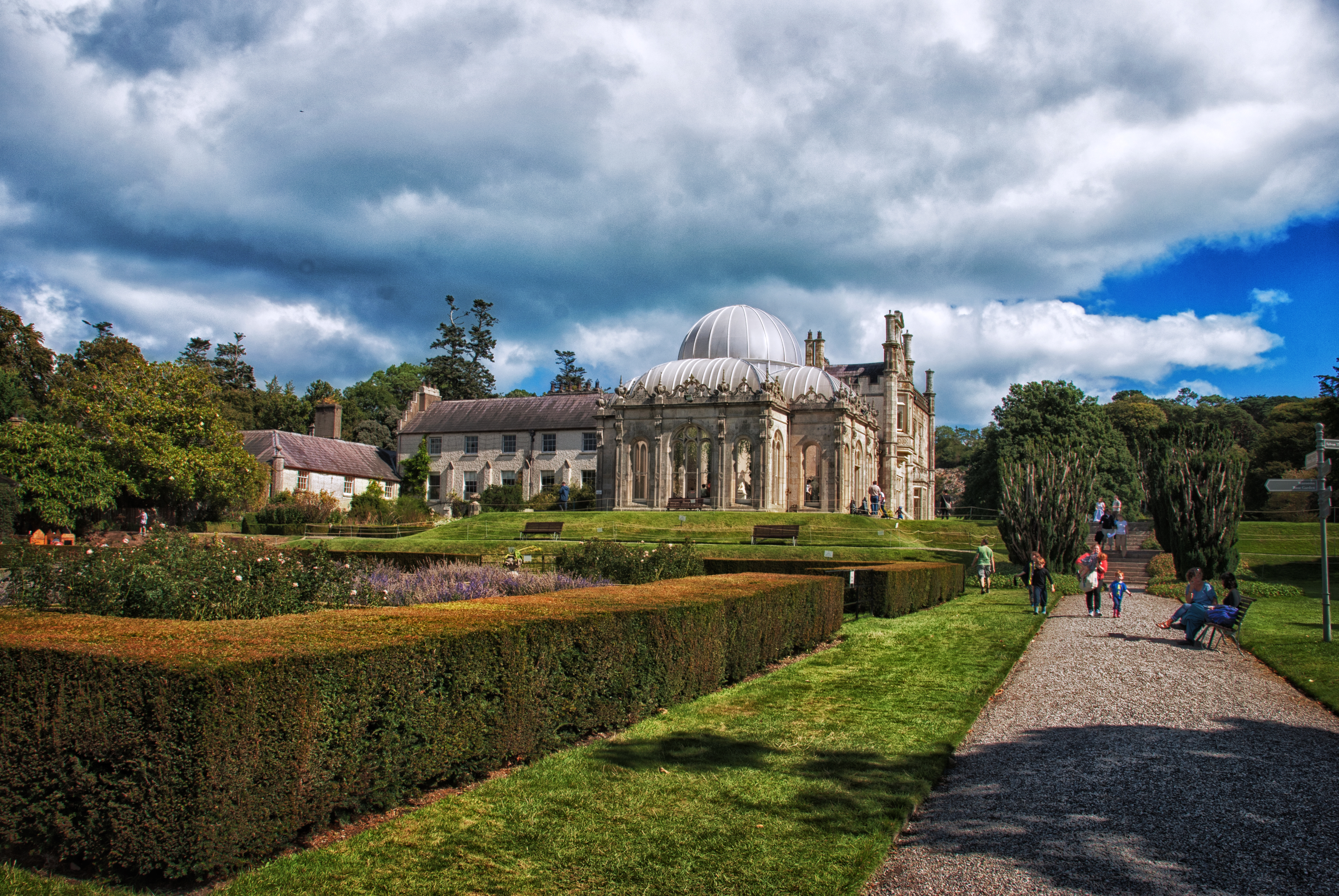
Le côté ouest de la maison montrant l'orangerie et certains jardins à la française

Au pied du Petit Pain de Sucre, le domaine s'étend sur plus de 800 acres. En 1684, Monsieur Bonet est engagé pour construire les jardins inspirés des jardins à la française de Versailles, alors populaires. L'idée des deux bassins réfléchissants de 550 pieds de long est venue des canaux du Château de Courances et stockait du poisson pour la maison. Une maison d'été, un jardin d'agrément, un jardin de cerisiers, un potager, des allées de gravier, un terrain de boules, un jardin clos avec des arbres fruitiers, un ha-ha, des avenues, des étangs, des haies formelles sont également construits pendant la propriété du 4e comte.
En 1846, Daniel Robertson restaure les jardins du 11e comte. Une véranda est construite, conçue par William Burn dans les années 1850.
En 1951, le 14e comte et la comtesse de Meath retournent dans la propriété et sont confrontés à la pourriture sèche des bâtiments et des jardins envahis par la végétation. Sans jardinier depuis de nombreuses années, ils travaillent progressivement à restaurer eux-mêmes les jardins.